# Claire Rushbrook
Claire Louise Rushbrook (ur. 1970 w Hertfordshire Wielka Brytania) – brytyjska aktorka filmowa i telewizyjna.

## Filmografia
- Sekrety i kłamstwa (1996)
- Spice World (1997)
- Plunkett i Macleane (1999)
- Grzechy (2000, film telewizyjny)
- Enid (2009, film telewizyjny)
- Morderca z Whitechapel (2009−2013, serial telewizyjny)
- Wielkie nadzieje (2011, miniserial)
- My Mad Fat Diary (2013–2015, serial telewizyjny)
- Genius (2017, serial telewizyjny)
- Spider-Man: Daleko od domu (2019)
- Świątynia (2019, serial telewizyjny)
- Enola Holmes (2020)